# Terapia hormonal transgénero
La terapia hormonal para las personas  transgénero es una forma de terapia en la que se administran hormonas sexuales u otros medicamentos hormonales a individuos transgénero o inconformes con su género, con el propósito de adaptar sus características sexuales secundarias a su identidad de género. Esta forma de terapia hormonal puede ser de dos tipos, dependiendo de si el objetivo es lograr la feminización o la masculinización. La terapia hormonal de feminización (para mujeres transgénero, consistente en estrógenos y antiandrógenos).
Algunas personas intersexo también se pueden someter a terapia hormonal en la infancia temprana para confirmar el sexo al que fueron asignados al nacer, o posteriormente, con el fin de adaptar su sexo a su identidad de género. Personas de género no binario también se pueden someter a la terapia hormonal a fin de alcanzar un equilibrio hormonal de hormonas sexuales.

## Requisitos
Los requisitos formales para la terapia de relevo hormonal varían mucho.
Los Standards of Care for the Health of Transsexual, Transgender, and Gender Nonconforming People, en español Normas de Atención a la Salud de las Personas Transexuales, Transgénero y de Género no Conforme (SOC), requieren que el paciente sea enviado a un profesional de la salud mental que lo diagnostique con disforia de género persistente. Los estándares requieren también que el paciente dé el consentimiento informado, es decir, que acepte el tratamiento después de estar plenamente informado de los riesgos asociados.
Algunas organizaciones de salud LGBT (especialmente el Howard Brown Health Center de Chicago) defienden un modelo de consentimiento informado donde el paciente sólo debe demostrar que entiende el riesgo y acepta el procedimiento para acceder a la terapia hormonal.
Algunos individuos optan por auto-administrar su medicación ("hágalo usted mismo", DIY) porque no tienen acceso a atención médica idónea (o los médicos disponibles no tienen la experiencia necesaria o el paciente no puede pagar la atención desde los procedimientos relacionados con la transición ya que son prohibitivamente caros y raramente están cubiertos por un seguro de salud). No obstante, la autoadministración de las hormonas es potencialmente peligrosa[cita requerida]. Los individuos que buscan médicos que tengan conocimiento y que deseen tratar pacientes transgénero pueden consultar grupos de apoyo de transgéneros o un directorio de médicos respetuosos con personas LGBT.

### Seguridad
En la literatura médica se demostró que la terapia hormonal para los individuos transgénero es segura cuando es supervisada por un profesional médico cualificado. El tratamiento hormonal puede producir trombosis venosa profunda, embolia pulmonar, hipertrigliceridemia,  colelitiasis, aumento de peso, análisis de función hepática elevada, hiperpotasiemia, hipertensión, diabetes tipo 2, enfermedades cardiovasculares, hiperprolactinemia o prolactinoma. Las consecuencias pueden ser disminución de la libido, disfunción eréctil y esterilidad. Además, la exposición prolongada a los estrógenos y progesterona aumentan el riesgo de cáncer.
Según informes, un estudio que se presentará en ENDO 2019 (la conferencia de la Sociedad Endocrina) muestra que, incluso después de un año de tratamiento con la hormona testosterona, un hombre transgénero puede preservar su potencial de fertilidad.

### Elegibilidad
La elegibilidad se determina mediante una herramienta de diagnóstico importante, como la ICD-10 o el Diagnostic and Statistical Manual of Mental Disorders, en castellano "Manual diagnóstico y estadístico de los trastornos mentales" (DSM).

#### ICD-10
El sistema ICD-10 requiere que los pacientes tengan un diagnóstico de transexualidad o trastorno de identidad de género de la infancia. Los criterios para la transexualidad incluyen:
- Un deseo de vivir y ser aceptado como miembro del sexo contrario, normalmente acompañado de una sensación de rechazo o inadecuación del sexo anatómico.
- Un deseo de realizar cirugía y tratamiento hormonal para que el cuerpo sea el más congruente posible con el sexo preferido.

Los individuos no pueden ser diagnosticados con transexualidad si se cree que sus síntomas son el resultado de otro trastorno mental, o de una anormalidad genética o cromosómica.
Para que un niño sea diagnosticado con trastornos de identidad de género de la infancia bajo criterios de ICD-10, debe estar pre-pubescente y tener angustia intensa y persistente por ser del sexo contrario. La angustia debe estar presente durante por lo menos seis meses. El niño debe:
- Tener una preocupación por las actividades estereotipadas del sexo contrario -mostrado por transformismo, simulando la ropa del sexo contrario o un intenso deseo de participar en los juegos y pasatiempos del sexo contrario- y rechazar los juegos y pasatiempos estereotipados de su propio sexo, o
- Tener una negación persistente relacionada con su anatomía. Esto se puede demostrar a través de la creencia de que crecerán para ser el sexo contrario, que sus genitales son desagradables o desaparecerán, o que sería mejor no tener sus genitales.

#### DSM
El DSM-5 afirma que por lo menos dos de los siguientes criterios deben ser experimentados durante un período de por lo menos seis meses para un diagnóstico de disforia de género:
- Un fuerte deseo de ser de género distinto del género asignado.
- Un fuerte deseo de ser tratado como un género distinto del género asignado.
- Una incongruencia significativa entre el género experimentado o expresado y las características sexuales de una persona.
- Un fuerte deseo de tener las características sexuales de un género distinto del sexo asignado.
- Un fuerte deseo de deshacerse de las características sexuales propias debido a la incongruencia con el género experimentado o expresado.
- Una fuerte convicción de que se tienen las reacciones y sentimientos típicos de un género distinto del género asignado.

Además, la afección debe estar asociada a sufrimiento o discapacidad clínicamente significativa.

### Preparación
Algunas organizaciones, pero menos que antes, requieren que los pacientes pasen un determinado período de tiempo viviendo en su papel de género antes de comenzar la terapia hormonal. Este período se llama a veces experiencia de vida real. La Sociedad Endocrina declaró en 2009 que los individuos debían tener tres meses documentados de experiencia de vida real o tener una psicoterapia durante un período de tiempo especificado por su médico de salud mental, generalmente un mínimo de tres meses.
Los activistas transgénero y no conformes de género, como Kate Bornstein, afirmaron que la experiencia de vida real es psicológicamente perjudicial y es una forma de "portero", impidiendo a los individuos la transición durante el mayor tiempo posible, si no permanentemente.

## Accesibilidad
Algunas personas transgénero escogen la autoadministración de medicamentos de relevo hormonal, muchas veces porque los médicos tienen poca experiencia en esta área o porque ningún médico está disponible. Otros autoadministran porque su médico no prescribirá hormonas sin una carta de un psicoterapeuta afirmando que el paciente cumple los criterios de diagnóstico y está tomando una decisión informada de transición. Muchos terapeutas requieren por lo menos tres meses de psicoterapia continua y/o experiencia en la vida real antes de escribir esa carta. Debido a que muchos individuos deben pagar la evaluación y cuidados de su propio bolsillo, ya que no están cubiertos por los seguros médicos, los costes pueden ser prohibitivos.
El acceso a la medicación puede ser pobre incluso cuando la asistencia sanitaria sea gratuita. En una encuesta a pacientes realizada por el Servicio Nacional de Salud del Reino Unido en 2008, el 5% de los encuestados reconoció que recurrieron a la automedicación y un 46% estaban insatisfechos con la cantidad de tiempo que tardaron en recibir terapia hormonal. El informe concluyó en parte: "El SNS debe proporcionar un servicio de fácil acceso para que los pacientes vulnerables no se sientan obligados a recurrir a remedios de automedicación, como la compra de medicamentos en línea con todos los riesgos que eso supone. Los pacientes deben poder acceder a la ayuda profesional y consejos para que puedan tomar decisiones informadas sobre su cuidado, tanto si desean usar el SNS o una ruta personal, sin poner en peligro su salud y, de hecho, su vida". La autoadministración de medicamentos de relevo hormonal puede provocar efectos de salud desfavorables y riesgos.